# Régiment des Gardes françaises
Le Guardie francesi (in francese: Régiment des Gardes françaises) erano un reggimento di fanteria della casa militare del Re di Francia (Maison militaire du Roi de France) sotto l'ancien régime.
Le guardie francesi, che si trovavano a Parigi, giocarono un ruolo importante nella rivoluzione francese, poiché la maggior parte delle guardie abbracciò la causa rivoluzionaria e assicurò il collasso della monarchia assoluta in Francia. Le guardie francesi guidarono l'assalto alla Bastiglia e formarono i quadri di quella che sarebbe diventata la Guardia nazionale.
Il reggimento fu creato nel 1563 da Carlo IX. Con una forza di novemila uomini ha contato trenta compagnie nel 1635 con trecento fucilieri per compagnia. Erano armati di una forma di moschetto (fusils) o di picca con manico in acciaio, e potevano condurre una normale vita civile in tempo di pace. In pratica ciò significava che potevano intraprendere un lavoro civile quando non richiesto in servizio.
Su insistenza di Caterina de' Medici, furono dapprima sparsi in varie guarnigioni, ma dopo il tentativo di rapimento del re Carlo IX nei pressi di Meaux da parte degli ugonotti, le guardie furono riportate insieme appositamente per proteggere il monarca.

## Privilegi, ruolo e organizzazione

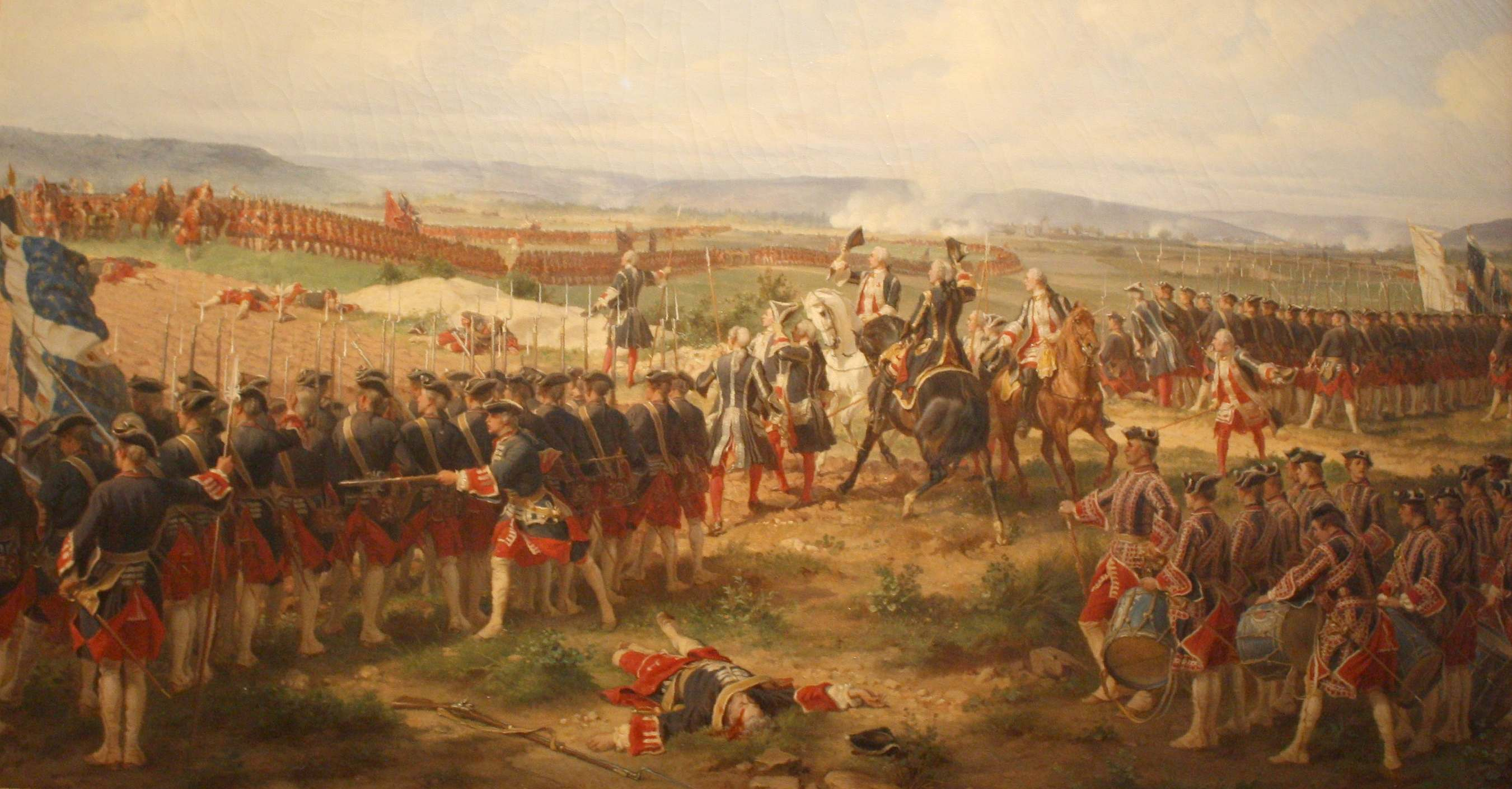
Le Gardes Francaises e le guardie britanniche si affrontarono a Fontenoy nel 1745. Lord Charles Hay, un ufficiale britannico, avrebbe detto "Dì ai tuoi uomini di sparare". Il conte d'Auteroche, ufficiale delle guardie francesi, rispose: "No, non spariamo mai per primi".

In tempo di guerra, la Gardes Françaises aveva il privilegio di scegliere le proprie posizioni di battaglia (di solito al centro della prima linea di fanteria). Altri privilegi comprendevano la conduzione dell'assalto all'apertura di una breccia durante un assedio, la prima scelta di caserme e diritti speciali di processo. Durante le parate, avevano la precedenza su tutti gli altri reggimenti dell'esercito reale.
Hanno condiviso la responsabilità di sorvegliare l'esterno della reggia di Versailles con i gardes suisses. Inoltre, le guardie francesi avevano la responsabilità di mantenere l'ordine pubblico a Parigi, a sostegno delle varie forze di polizia della capitale.
Nel 1789, le Gardes Françaises costituivano il più grande elemento delle truppe domestiche (Maison Militaire du Roi). Sei granatieri e ventiquattro compagnie di fucilieri furono divisi in sei battaglioni che comprendevano l'intero reggimento. Il numero totale di Gardes Françaises ammontava a circa tremilaseicento uomini. Il colonnello del reggimento di solito deteneva il grado di maresciallo di Francia. Capitani delle compagnie di granatieri classificati come colonnelli nella fanteria della linea. C'era una compagnia di granatieri (centonove ufficiali e uomini) e quattro compagnie di fucilieri (ciascuna con centotrentadue ufficiali e uomini) per ogni battaglione.

## Immagine e base di reclutamento
L'immagine successiva di Gardes Françaises come unità di palazzo di élite sociale guidata solo da ufficiali di corte potrebbe essere in gran parte scorretta. La maggior parte degli ufficiali del reggimento provenivano da fuori Parigi, e alcuni, come il futuro Maresciallo Abraham de Fabert, non avevano nemmeno lo status di aristocratici provinciali.
I gradi e gli schedari venivano reclutati da tutta la Francia, ma attraverso matrimoni e impieghi fuori servizio, stabilirono rapidamente legami locali a Parigi, che avrebbero influenzato il loro comportamento allo scoppio della Rivoluzione francese. I guardiani furono arruolati per un minimo di otto anni e dovevano essere cittadini francesi con un'altezza minima di 1,73 m (5'8 "), rispetto ai 1,68 m (5'6") di soldati di fanteria di linea.
L'incidente riportato nella battaglia di Fontenoy, in cui gli ufficiali delle Gardes Françaises e le loro controparti inglesi si invitatarono a vicenda a sparare per primi (vedi l'illustrazione sopra) è talvolta citato come esempio di eccessiva cavalleria tra gli avversari aristocratici. Tuttavia, nella guerra del XVIII secolo, l'unità che ha tenuto il suo fuoco fino a quando non è stata più vicina al nemico sarebbe stata in grado di fornire la raffica più efficace. In questa occasione, la Gardes Françaises ha sparato per prima, con effetti limitati, e ha subito pesanti perdite, di quattrocentoundici morti e feriti.

## Uniforme

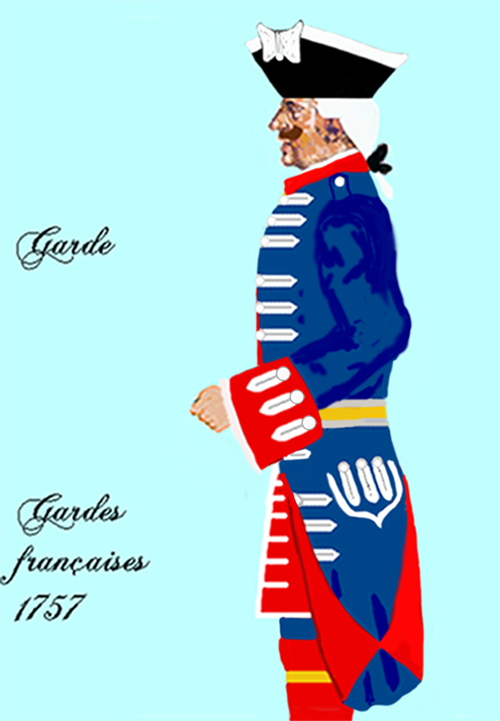
Uniforme nel 1757.

Durante gli anni dal 1685 al 1789 il reggimento indossava giustacorpi di colore "blu reale" scuro, con colletti rossi, polsini e gilet. I pantaloni erano rossi (in seguito bianchi) e i calzoni erano bianchi. I granatieri avevano alti cappelli di pelliccia e le compagnie di fucilieri indossavano il tricorno standard della fanteria francese. Giustacorpo e gilet erano pesantemente ricamati in treccia bianca o argento (per ufficiali).

## Rivoluzione francese

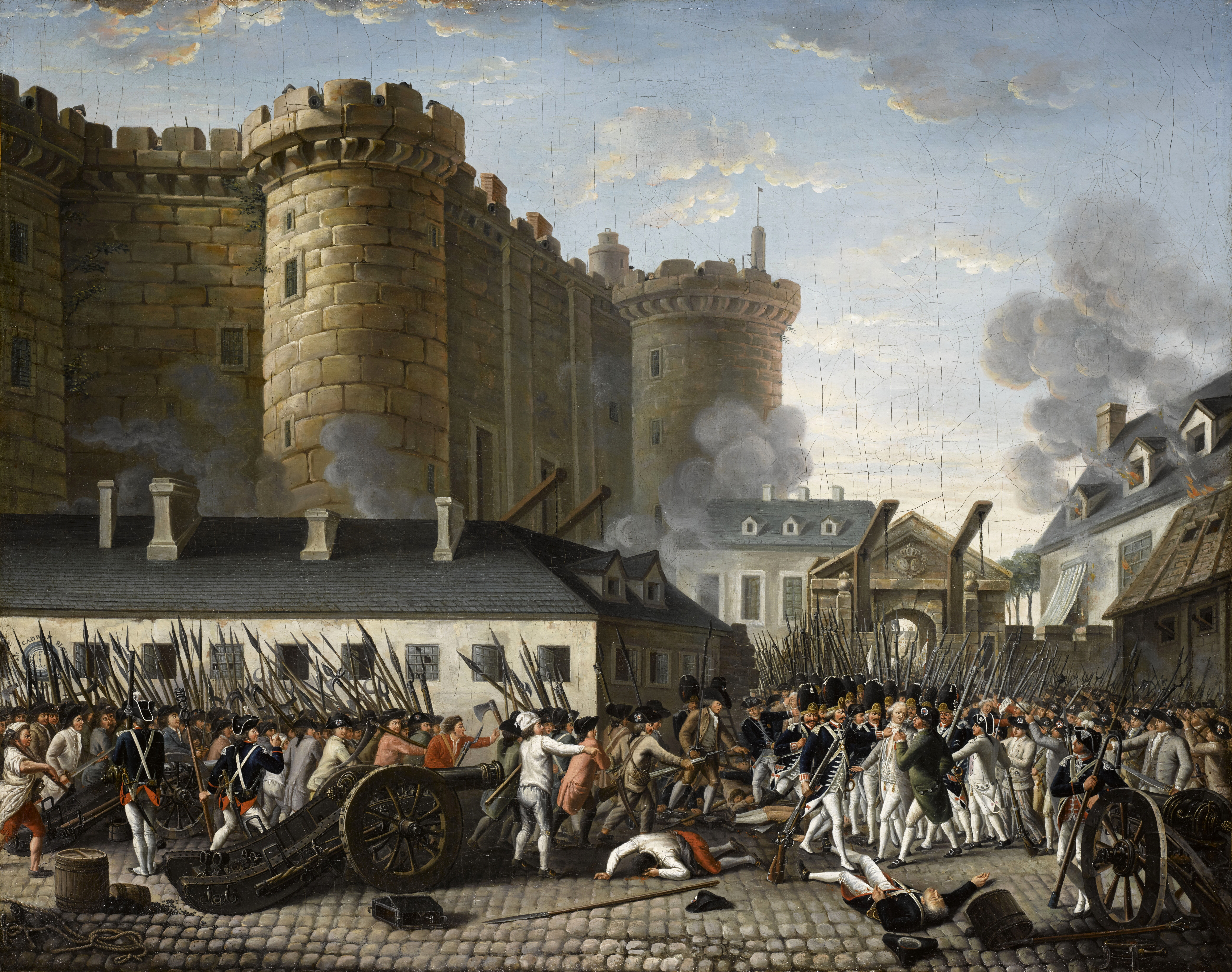
Alcune Gardes Françaises (in uniforme blu a sinistra e centro-destra) presero parte alla presa della Bastiglia e all'arresto del suo governatore, il marchese de Launay, mostrato sopra.

La simpatia mostrata dalla Gardes Françaises per la rivoluzione francese al suo scoppio fu cruciale per il successo iniziale della rivolta. Le altre due unità della Maison militaire du roi de France all'epoca, le guardie svizzere e la guardia del corpo, erano fedeli al re, ma erano unità più piccole delle Gardes Françaises e mancavano delle connessioni parigine di quest'ultimo reggimento.
Il 6 maggio 1788, come capitano alla testa di sei compagnie di trecento soldati francesi e due compagnie di guardie svizzere, agli ordini del maresciallo de Biron, il marchese d'Agoult fu incaricato dal re su richiesta del ministro delle finanze, il cardinale de Brienne, di arrestare, nel cuore del Parlamento di Parigi, i consiglieri Duval d'Eprémesnil e Goislard de Montsabert, i capi della fronda che non rispettavano i principi dell'assolutismo regio.
Durante le settimane di disordini precedenti al primo luglio del 1789, fino alla caduta della Bastiglia, il reggimento inizialmente obbedì agli ordini e in diverse occasioni agì contro le folle sempre più in rivolta. Il 28 aprile, durante una rivolta nella fabbrica di Revéillion, le guardie avevano sparato su una folla ostile, uccidendo e ferendone diverse centinaia di ribelli. Tuttavia, oltre ai legami locali con i parigini, il reggimento era risentito della dura disciplina di stile prussiano introdotta dal suo colonnello, il duca Louis Marie Florent du Châtelet, che aveva preso la sua nomina l'anno prima. Gli ufficiali del reggimento avevano negligentemente lasciato il controllo quotidiano nelle mani dei sottufficiali e avevano un'interazione limitata con i loro uomini. Questi fattori portarono alla diserzione dal 27 giugno in poi, seguita da un incidente nel centro cittadino il 12 luglio in cui le guardie francesi spararono sul reggimento Royal-Allemand e la defezione definitiva della maggior parte dei gradi il 14 luglio.
Il 24 giugno 1789, due compagnie avevano rifiutato di prendere servizio, e il 28 le altre abbandonarono armi e munizioni e si recarono al Palais-Royal, dove furono acclamate dalla folla. Quattordici granatieri furono imprigionati nel carcere dell'Abazia, presso Saint-Germain-des-Prés, per ordine del colonnello. Il 30 giugno, a questa notizia, trecento persone assaltarono il carcere e liberarono i prigionieri. Gli ussari e i dragoni, inviati per ristabilire l'ordine, si rifiutarono, al grido di "Viva la Nazione!", di caricare la folla. Il 6 luglio, rientrarono spontaneamente in carcere, per essere presto liberati dalla clemenza del re.
Il 12 luglio 1789, le truppe del reggimento di cavalleria reale tedesco del principe di Lambesc, un lontano cugino della regina Maria Antonietta, rimasto fedele al re e obbedendo agli ordini, disperse la folla di dimostranti in piazza Luigi XV e un soldato della guardia francese disarmato, che si era unito al corteo e voleva resistere, venne ucciso con un colpo di pistola e diventò così la prima vittima della rivoluzione. Quando giunse la notizia che uno dei loro compagni era stato ucciso, le guardie francesi scaricarono per vendetta i loro fucili uccidendo due dragoni, ferendone tre e mettendo il resto in fuga.
Secondo quanto riferito, solo uno dei sergenti stava in piedi vicino agli agenti quando cercarono di riunire i loro uomini nel cortile della caserma della guardia di Parigi. Dei sei battaglioni (sottounità di circa seicento uomini ciascuno) in tutto il reggimento, l'equivalente di un solo battaglione rimase obbediente agli ordini. L'ammutinamento di molti militari francesi, guidati dal sergente Pierre-Augustin Hulin, giocò un ruolo chiave nell'attacco alla Bastiglia, dove furono accreditati sia l'uso efficace dei cannoni dell'artiglieria, sia la prevenzione di un massacro della guarnigione dopo la resa. Dopo la caduta della Bastiglia, la Gardes Françaises fece una petizione per riprendere i suoi compiti di guardia a Versailles. Tuttavia, questa proposta è stata rifiutata e il reggimento è stato formalmente sciolto il 31 agosto 1789.
L'ex Gardes Françaises successivamente fornì il nucleo professionale della futura Guardia nazionale. Come tali, agirono sotto il comando del marchese de Lafayette per ristabilire l'ordine quando una folla da Parigi invase il palazzo di Versailles all'alba del 6 ottobre 1789 e scortò la famiglia reale a Parigi nel pomeriggio dello stesso giorno. Nell'ottobre 1792, le ex Gardes Française furono distribuite tra le nuove unità volontaria che venivano mobilitate per la guerra. Nel loro ruolo finale, le ex guardie reali fornirono quadri (ufficiali e sottufficiali) per gli eserciti rivoluzionari dal 1792 al 1802.
In seguito alla Restaurazione borbonica del 1814, furono fatti tentativi per ricreare la maggior parte delle varie unità militari che precedentemente formavano la Casa Reale. Tuttavia, la defezione della Gardes Françaises in un punto cruciale della rivoluzione non poteva essere dimenticata, e nessun intervento venne attuato per riformare il reggimento.
- Saint-Denis (1567)
- Massacro di San Bartolomeo (1572)
- Day of the Barricades (1588)
- La Rochelle (1627-1628)
- Lens (1648)
- Fleurus (1690)
- Steenkerque (1692)
- Ramillies (1706)
- Malplaquet (1709)
- Dettingen (1743)
- Fontenoy (1745)
- Presa della Bastiglia (1789)

## Galleria d'immagini

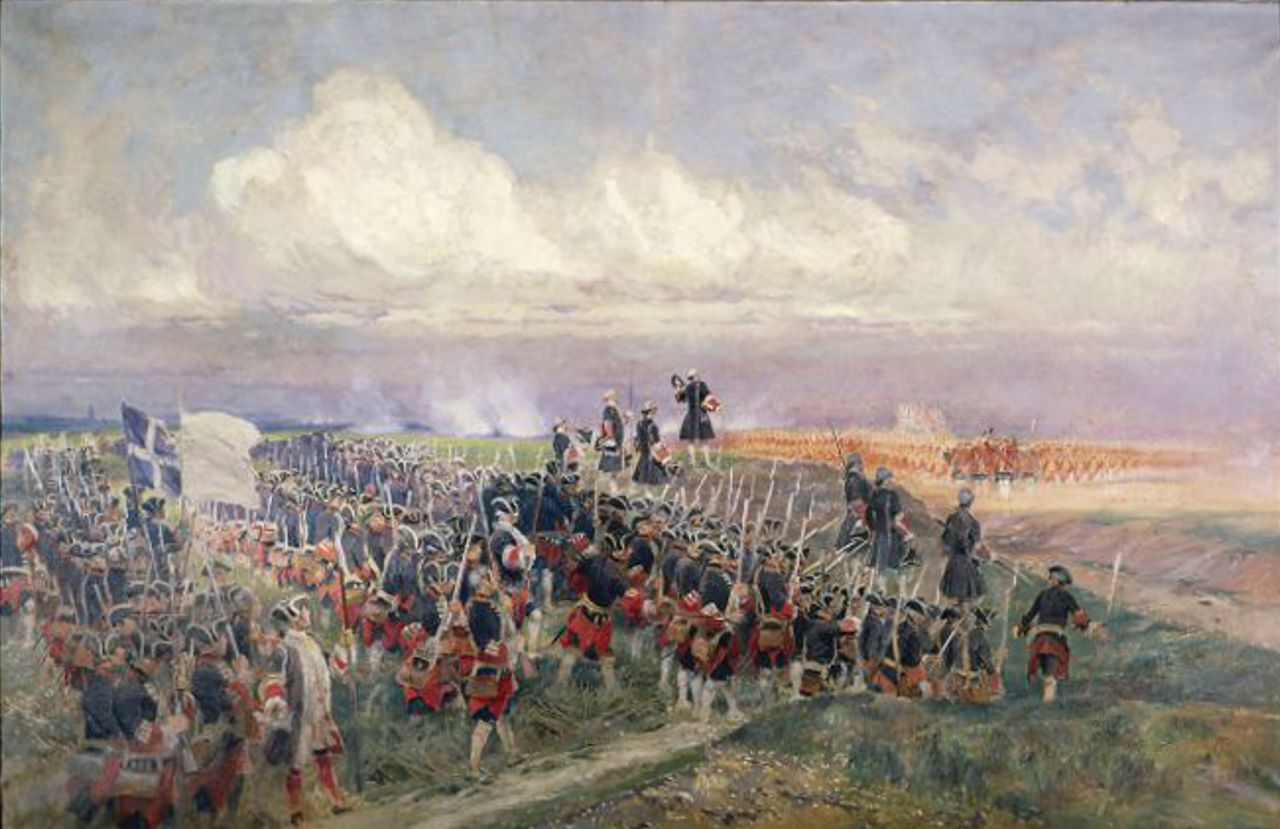
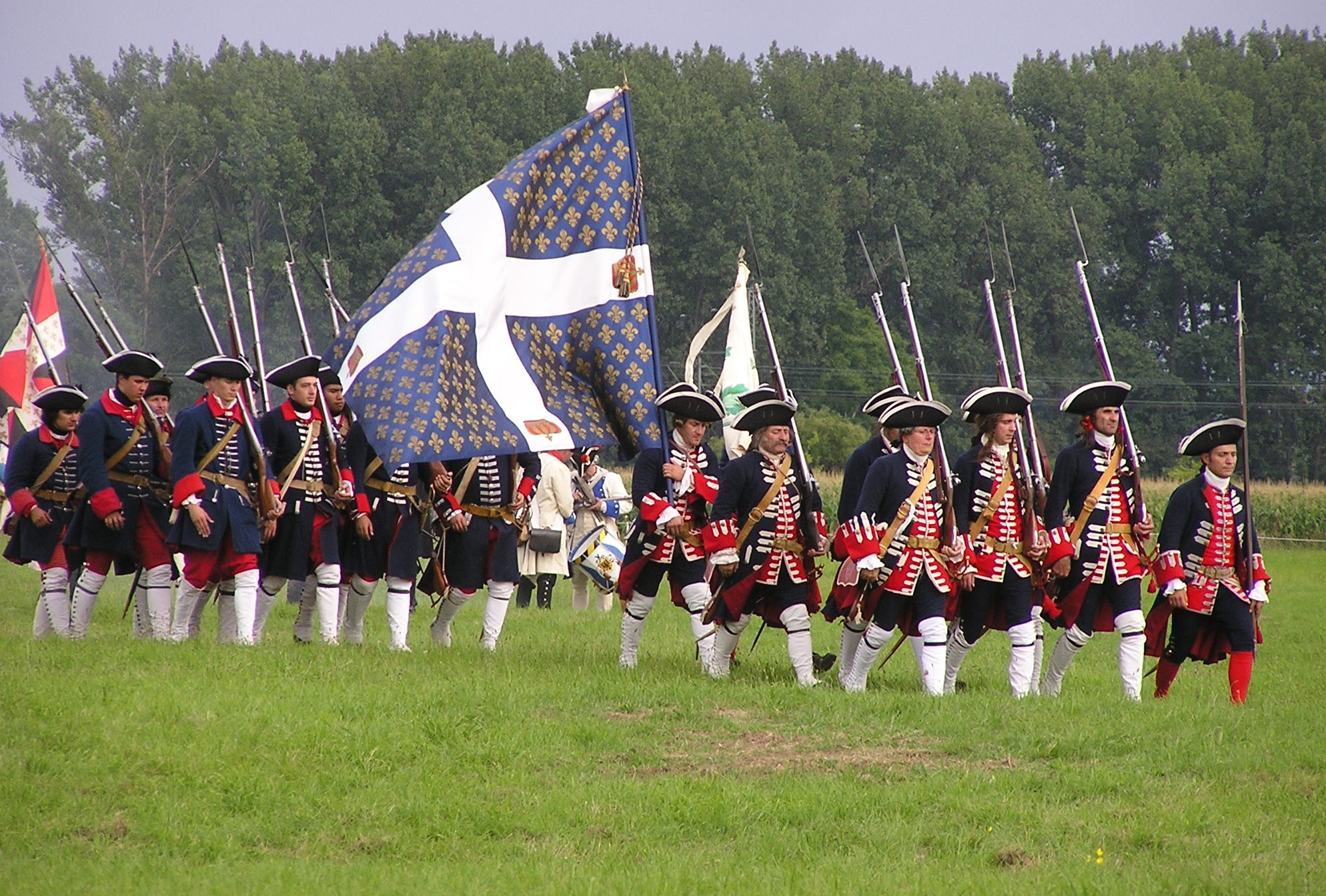

## Membri notevoli
- Pierre de Montesquiou d'Artagnan
- François d'Aubusson de La Feuillade
- Charles de Blanchefort
- Nicolas Catinat
- Abraham de Fabert
- Louis Friant
- Armand Louis de Gontaut
- Antoine III de Gramont
- Antoine Galiot Mandat de Grancey
- Lazare Hoche
- François Joseph Lefebvre
- Filippo di Piero Strozzi